# Choi Seung-hee
Pour les articles homonymes, voir Choi.
Dans ce nom coréen, le nom de famille, Choi, précède le nom personnel.
Choi Seung-hee (최승희, 崔承喜) née le 24 novembre 1911 à Séoul en Corée et morte le 8 août 1969 (cette date restant incertaine) en Corée du Nord, est une danseuse coréenne, la première à avoir une carrière internationale. Elle est aussi connue sous le nom de Sai Shōki, suivant la prononciation japonaise de son nom et de Choe Sung Hui selon les règles de romanisation de la Corée du Nord.

## Biographie
Choi nait dans une famille noble de Séoul alors sous domination japonaise. Après ses 15 ans, elle part au Japon pour rejoindre la troupe de danse moderne de Baku Ishii. Danseuse vedette, elle devient célèbre dès 1927, fonde une école de danse en 1929 et donne son premier spectacle en solo en 1930.  Elle développe ses propres chorégraphies de danse moderne inspirées par les danses traditionnelles coréennes telles que celles du couteau, de l'éventail ou du masque devenant ainsi une pionnière de la danse coréenne moderne.  Dans les années 1930, elle enregistre aussi des disques d'abord au Mandchoukouo puis au Japon et  joue  dans deux films japonais, Hantô no maihime (1936) et Dai-kongô no fu (1938). Elle procède ensuite à une tournée mondiale avec ses spectacles de danse. Lorsque la guerre contre la Chine éclate, elle est envoyée au front pour donner des spectacles devant les soldats et remonter le moral des troupes. Elle est dès lors accusée de collaboration par les nationalistes coréens.

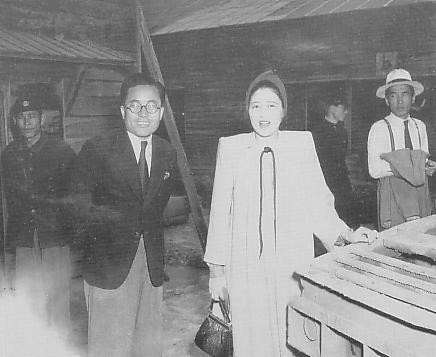
Le retour de Choi Seung-hee en Corée en juin 1946.

Après la partition de la péninsule, elle est invitée à rejoindre la zone nord accompagnée de son mari, un militant socialiste. À Pyongyang, sa carrière continue de se développer. Elle peut y fonder l'institut de recherche en danse Sung Hui, devient présidente du comité central de l'Union des danseurs de Corée, directrice générale du théâtre de danse d'état et députée à l'Assemblée populaire suprême. 
Au cours de sa carrière, elle a créé 350 chorégraphies et de nombreux livres et articles concernant la danse. Son manuel, L'Essentiel de la danse nationale coréenne, est encore le principal livre d'enseignement de chorégraphie en Corée du Nord. 
Son mari est victime d'une purge en 1958 puis elle aussi perd ses fonctions en 1967 et dès lors, n'apparait plus en public. Ce n'est qu'en 2003, à l'occasion du transfert de ses restes au cimetière des martyrs patriotes qu'une annonce officielle est faite proclamant qu'elle était morte le 8 août 1969.

## Prix
- Première du concours mondial de danse de Madrid en 1936 avec La Danse au tambourin
- Membre du jury du deuxième concours international de danse de Bruxelles
- Prix de la paix mondiale au 3e Festival mondial de la jeunesse et des étudiants pour La Mère de la Corée
- Prix de la paix mondiale au 6e Festival mondial de la jeunesse et des étudiants pour Le Chant de la paix